# بنك المعلومات
بنك المعلومات برنامج مسابقات ثقافي عرض على التلفزيون السعودي في الثمانينات، قدم البرنامج الإعلامي الأردني عمر الخطيب. تقوم فكرة البرنامج على طرح سؤال على خمسة متسابقين على المسرح أمام جمهور، من يعرف الإجابة يضغط على زر أمامه ويجيب، في حال كانت إجابته صحيحة يزيد رصيده، وإن كانت خاطئة ينقص الرصيد، الذي يجمع أكبر رصيد هو الفائز، أُعيد عرضه على قناة ذكريات في عام 2020.